# Kendall Wesenberg
Kendall Lorraine Wesenberg, née le 23 août 1990 à Castro Valley, est une skeletoneuse américaine. Elle fait partie de l'équipe olympique américaine pour l'épreuve de skeleton lors des jeux olympiques d'hiver de 2018.

## Palmarès

### Coupe du monde
- Meilleur classement général : 6e en 2019.
- 2 podiums individuels : 1 deuxième place et 1 troisième place.

 Dernière mise à jour le 13 février 2021 